# Coltrane Plays the Blues
Albums de John Coltrane
My Favorite Things
(1960) Coltrane's Sound
(1960)
Coltrane Plays The Blues est un disque enregistré en 1960 par John Coltrane sur le label Atlantic Records (Atlantic 332.056).

## Musiciens
- John Coltrane : Saxophone ténor, saxophone soprano
- McCoy Tyner : Piano
- Steve Davis : Contrebasse
- Elvin Jones : Batterie

## Titres
Tous les titres sont de John Coltrane sauf Blues to Elvin qui est de Elvin Jones.
Face 1
1. Blues to Elvin - 7:52
2. Blues to Bechet - 5:44
3. Blues to you - 6:25

Face 2
1. Mr Day - 7:56
2. Mr Syms - 5:19
3. Mr Knight-7:30

Titres Bonus (sur édition CD, 2000)
1. Untitled Original (Exotica) (John Coltrane) - 5:20
2. Blues to Elvin - 10:57 (version alternative 1)
3. Blues to Elvin - 5:57 (version alternative 3)
4. Blues to you - 5:32 (version alternative 1)
5. Blues to you - 5:36 (version alternative 2)